# 가사이촌 (이시카와현)
가사이촌(笠井村)은 이시카와현 가호쿠군에 있던 촌이다. 현재의 쓰바타정 중앙부에 해당한다.

## 역사
- 1889년 4월 1일 - 정촌제 시행에 의해 가호쿠군 가사이촌이 성립하였다.
- 1898년 11월 1일 - 호쿠리쿠선 가나자와역 - 다카오카역의 노선이 개업하였다.
- 1907년 8월 10일 - 가사노촌과 합병해 가사다니촌이 성립하였다.

## 참고문헌
- 角川日本地名大辞典 17 石川県